# Szelektív árazás
A szelektív árazás, vagy más néven szelektív árcsökkentés egy olyan árpolitikai eszköz, amelyet az eladó annak érdekében alkalmaz, hogy a potenciálisan váltó fogyasztók ne menjenek át a versenytárshoz, ezért olcsóbban adja nekik termékét/szolgáltatását, mint a többi fogyasztónak.
Versenyjogi jogeseti példa erre a Compagnie Maritime Belge ügy:
Az európai és nyugat-afrikai hajóútvonalon monopólium közeli helyzetet élvező vállalkozás azokon a vonalakon, ahol versenytárs bukkant fel, árcsökkentést hajtott végre, ami azonban még mindig költségek feletti árat jelentett. Az ügy sajátos körülményeire is tekintettel volt a Bíróság, mivel a szelektív árpolitika célja a versenytárs kiiktatása volt, hiszen a meg nem támadott piacokon, útvonalakon, továbbra is a korábbi magas árakat alkalmazta. Az ilyen jellegű üzleti magatartások megítélése nem egyszerű: 
Nehéz belátni, hogy miért nem élhet ehhez hasonló versenyeszközzel egy domináns vállalkozás. Miért tiltott számára a versenytárs kiszorítása –hiszen minden versenycselekmény mögött ott rejtőzik e célzat-, ha azt jobb, hatékonyabb működésére alapozza? 
A versenytársak által megtámadott piacon érdekelt fogyasztók jóléte számára nem előnyös a szelektív árcsökkentés megtiltása, hiszen nem élvezhetik a domináns cég olcsóbb árait, miközben a meg nem támadott piacokon nem történt változás.
A jogeset is azt mutatja, hogy milyen nehéz lehet egyensúlyozni a verseny védelme, és a piaci szereplők védelme között: A domináns cég felveheti a versenyt, de nem ölheti meg azt.